# 可伶可俐
可伶可俐（英語：Clean & Clear）是美国强生公司旗下的护肤品，主要作用是洁面祛痘。

## 历史
创建于1956年，由美国化妆品公司露华浓运营，1991年被美国强生公司收购。产品类似于露得清，但更便宜。顾客对象大多为年轻女孩，目前产品遍及全球46个国家。